# 달의 요정 세일러문의 등장인물 목록
달의 요정 세일러문 등장인물에서는 만화와 애니메이션 《달의 요정 세일러문》(원제 미소녀전사 세일러문)에 등장하는 가공 인물을 소개한다.

## 태양계의 세일러 전사들
원작 만화·애니메이션·드라마 공통 기본 줄거리는 그리스 신화에서 달의 여신 셀레네(그리스어: Σελήνη Selene[*])와 여신의 사랑을 받아 영원히 잠들게 된 양치기 청년 엔디미온(그리스어: Ἐνδυμίων Endymion[*])의 신화에서 유래한다.
츠키노 우사기 / 세라 (수호성 - 달)
성우 -  미츠이시 코토노(44-50화에서는 아라키 카에) /  최덕희(KBS) / 이지현(대원방송)
색깔 -      파란색(     자홍색)
이 작품의 주인공. 14세의 굉장한 울보이며 덜렁이 중학생 소녀로 숙제는 뒷전이어도 시내 오락실에는 자주 가는지라 성적도 매우 좋지 않은 편. 그러던 어느날, 우연히 만난 고양이 루나에 의해 세일러문으로 변신한 뒤에는 평화를 위협하는 악당들과 싸우는 세일러 전사가 된다. 늘 자신을 구해주는 턱시도 가면을 흠모하고 있다. 항상 자신을 놀리기만 하던 마모루가 바로 턱시도 가면이라는 것과, 자신과 마모루가 전생에 서로를 깊이 사랑했던 달의 프린세스 세레니티와 지구의 프린스 엔디미온이라는 사실을 알게 되자 마모루에게 굉장히 많은 호감을 품게 된다. 참고로 우사기는 질투의 화신이라고 해도 결코 과언이 아니다!
치바 마모루 / 레온 (수호성 - 지구)
성우 -  후루야 토오루(세일러문-세일러 스타즈) / 노지마 켄지(크리스탈) /  김일(KBS) / 김디도(대원방송)
색깔 -      검은색
꿈 속에서 [환상의 은수정을.. 부탁합니다..]라는 누군가의 부름에 받고 화들짝 놀라 일어나는 일이 잦은 대학생. 그러나 세일러 전사들이 위기에 처할 때마다 달려가 도움을 주는 턱시도 가면이기도 하다. 처음에는 자신이 턱시도 가면이라는 것을 알지 못했지만, 환상의 은수정 중 일부를 손에 넣으면서 결국 자신의 정체를 알게 된다. 우사기와 처음 만났을 때부터 번-헤드(Bun-head)(다른 말로는 토끼머리라는 뜻이다.) 라고 부르지만, 그녀가 세일러문이라는 것을 알게 되자 놀란다. 그리고 결국 우사기와 행복한 연인 사이가 된다! 참고로 하루카와 세이야도 우사기를 본명 말고 번-헤드라고 부르기도 했고 우사기는 처음에는 굉장히 싫어했는데 나중에는 그냥 나둔다.
치비우사 / 꼬마 세라 (수호성 - 미래의 달)
성우 -  아라키 카에 / 후쿠엔 미사토(세일러문 R-세일러 스타즈) /  김수경(KBS) / 이유리(대원방송)
색깔 -      분홍색(     자홍색)
세일러문 R(2기)부터 등장한 캐릭터. 츠키노 우사기와 치바 마모루의 30세기 먼 미래에서 온 귀염둥이지만 그와 동시에 말썽꾸러기(!) 외동딸이다! 참고로 미래에서는 스몰 레이디(Small Lady)라고 불린다! 맨 처음 등장할 때부터 하늘에서 떨어지면서 한참 마모루와 키스하고 있는 우사기를 의도치 않게(?)방해하거나 환상의 은수정을 달라며 장남감 총으로 협박하는 등, 범상치 않은 모습을 보여준다. 처음에는 우사기에게 많이 혼나고 그녀와 자주 다투지만 시간이 지나고 나서는 미래에 있는 자신의 엄마를 구해달라며 서글프게 우는 모습을 보이기도. 후반부에 밝혀지는 바에 따르면 우사기와 마모루의 미래의 딸이라고 한다. 특히 블랙문에 의해 파괴된 미래를 복구하기 위해 기어코 가져간 환상의 은수정을 단독으로 이용하려다가 세일러 전사들을 위험에 빠뜨리기도 하고, 또한 블랙문의 이간질에 속아 세뇌가 되어 어둠의 여왕 블랙 레이디(!)로 변해 세일러 전사들을 공격하기도 한다. 세일러문 S(3기)에서는 미래에서 돌아와 많은 우여곡절 끝에 우사기와 헤어짐을 매우 아쉬워 하며 돌아가지만 결국 마음을 바꿔 다시 20세기 현재로 돌아오면서 계속 등장하게 된다! 세일러문 SuperS(4기)에서는 등장 및 활약상 비중이 눈에 뛰게 굉장히 늘어났다! 특히 4기 후반부의 이야기는 대부분 치비우사와 페가수스를 중심으로 진행된다 해도 결코 과언이 아니다!

### 4명의 수호신(내부 태양계 전사)
미즈노 아미 (유리) (수호성 - 수성)
성우 -  히사카와 아야(세일러문-세일러 스타즈) / 카네모토 히사코(크리스탈) /  정옥주(KBS) / 김성연(대원방송)
색깔 -      하늘색(     파란색)
우사기가 다니는 쥬반 중학교에서 늘 전교 1등을 놓치지 않는 우등생. 다른 친구들과 잘 어울리지 못하는 내성적인 성격의 소유자이지만, 우사기를 만나면서, 또한 세일러 머큐리로 변신하게 되면서 활달한 성격으로 점점 변하게 된다.
히노 레이 (비키) (수호성 - 화성)
성우 -  토미자와 미치에(세일러문-세일러 스타즈) / 사토 리나(크리스탈) /  서혜정(KBS) / 정유미(대원방송)
색깔 -      빨간색 (     보라색)
신사 주지이신 할아버지와 함께 살고 있으나 평소에는 다른 소녀들과 별반 다를바가 없는 모습을 보여주고 있다. 다크 킹덤의 음모에 휘말렸다가 세일러 마스로 변신하게 된다. 우사기를 자주 구박하는듯 보이지만 실제론 여러모로 마음을 써주고 있다. 한 때 턱시도 가면(마모루)을 좋아했지만 우사기와 마모루의 정체가 밝혀지자 깨끗이 포기한다.
키노 마코토 (리타) (수호성 - 목성)
성우 -  시노하라 에미(세일러문-세일러 스타즈) / 코시미즈 아미(크리스탈) / 최문자(KBS) / 정미숙(대원방송)
색깔 -      녹색(     분홍색)
쥬반 중학교로 전학 온 괴력 소녀. 들리는 소문에 의하면 이전 학교에서 심각한 사고를 저질러 쫓겨났다고 한다. 이 때문에 다른 학생들은 그녀를 외면하지만 우사기만은 먼저 마음을 열고 다가와 친해졌다. 세일러 쥬피터로 변신한 이래, 다른 세일러 전사들과 친해지게 되고 이는 곧 다른 학생들과도 잘 지내게 되는 계기를 마련해 준다.
아이노 미나코 (미나) (수호성 - 금성)
성우 -  후카미 리카(세일러문-세일러 스타즈) / 이토 시즈카(크리스탈) / 문일옥(KBS) / 김하영(대원방송)
색깔 -      주황색 (     파란색)
가장 마지막에 나타난, 그러나 실제로는 제일 먼저 활동하고 있던 세일러 전사로, 4수호신의 리더이며 전에는 세일러V로 활동했지만 지금은 세일러 비너스로 활동하고 있다. 처음 등장했을 때에는 상당히 침착하고 지적인 이미지를 보여줬지만, 다음 시리즈로 갈수록 점차 우사기와 맞먹을 만큼의 말괄량이 기질을 보여준다.

### 외부 태양계 전사
줄여서 외부전사라고도 한다. 마찬가지로 서양 점성술에서 유래한 마크를 각자 심벌로 삼고 있다. 이들의 역할은 태양계로 쳐들어오는 외부의 적들을 막는게 목적이다. 태양계 전사들 중에 자신들에게만 있는 강한 힘 때문에 내부 태양계 전사들과는 따로 행동한다.
텐오 하루카 (테리) (수호성 - 천왕성)
성우 -  오가타 메구미(세일러문 슈퍼~스타즈) / 미나가와 준코(크리스탈) / 유남희(KBS) / 김나율(대원방송)
색깔 -      파란색 (     금색)
S부터 새로이 등장한 세일러 전사. 외부 태양계 전사의 리더이다. 파라오 90를 무찌르기 위해 외행성에서 지구까지 달려온 그들이지만, 정작 자신들과 같은 우사기 일행을 멀리한다. 첫 등장 때 미나코와 우사기가 반했을(?)정도로 준수한 미소년의 외모를 하고 있지만 사실은 여자이다. 우사기를 무척이나 귀여워하며 그녀에게서 뭔가 신비한 느낌을 받는다. 후에 그녀가 세일러문이자 달의 공주 세레니티라는 것을 알게 되자 무척 놀란다.
카이오 미치루 (모니카) (수호성 - 해왕성)
성우 -  카츠키 마사코(세일러문 슈퍼~스타즈) / 오오하라 사야카(크리스탈) /  김수경(KBS) / 윤아영(대원방송)
색깔 -      청록색 (     파란색)
하루카의 단짝으로 역시 S부터 처음으로 등장한 세일러 전사이다. 하루카와는 단순한 동성친구 이상의 묘한 분위기를 풍긴다.
메이오 세츠나 (이사벨) (수호성 - 명왕성)
성우 -  카와시마 치요코(세일러문 슈퍼~스타즈) / 마에다 아이(크리스탈) /  이선(KBS) / 박고운(대원방송)
색깔 -      검정색 (     크림슨)
가무스름한 피부의 신비스런 분위기의 여성. 명왕성을 수호하는 시공과 변혁의 전사 세일러 플루토로 변신한다.
토모에 호타루 (코코) (수호성 - 토성)
성우 -  미나구치 유코(세일러문 슈퍼~스타즈) / 후지이 유키요(크리스탈) /  이선/ 정옥주[197화(KBS 160화) 한정](KBS)  / 이보희(대원방송)
색깔 -      보라색 (     크림슨)
평소에는 몸이 허약하지만 사실 그녀의 정체는 파멸의 전사 세일러 새턴이다. 아버지인 페르손 교수의 몸을 빼앗은 다이몬에 의해 그녀의 몸 속에 있던 미스트리스9이 부활한다. 그러나 세일러문의 노력으로 미스트리스9은 소멸되고 호타루는 아기의 상태로 돌아가게 된다. 비록 악에 지배당하긴 했지만 정신이 멀쩡할 때에 치비우사를 만나 좋은 추억을 쌓았다. 훗날 다시 세일러 새턴으로 부활해 세일러문과 함께 악에 맞서 싸우게 된다.

#### 세일러 전사들의 합체 기술
스타더스트 스트림 어택 (애니메이션 1기 24화)
문, 머큐리, 마스의 합체기. 작중에서는 이 기술의 이름을 부르지 않는다. 문 티아라 액션에 샤본 스프레이와 파이어 소울을 합쳐서 강력한 요마를 물리친다.
세일러 텔레포트（원작, 애니메이션 1기)
애니메이션 1기에서는 문, 머큐리, 마스, 주피터, 비너스 5명이 모여야만 쓸 수 있지만, (특히 세일러 문이 있어야 가능하다. 세일러 문이 없으면 세일러 치비문과 함께 할 수도 있다.) 원작에서는 각 멤버가 혼자 할 수도 있다. 세일러 전사 모두가 마음을 한데 뭉치면 가고 싶은 장소로(적이 만들어놓은 결계 안으로도) 순간 이동할 수 있다.
세일러 플래닛 파워（애니메이션 2기）
문, 머큐리, 마스, 주피터, 비너스 5명이 서로 손잡고 수호성의 파워를 집중시킨 다음 커다란 파괴력을 지닌 무지개 광선을 단숨에 발사한다. 문을 제외한 4명으로도 쓸 수 있지만 이때는 파워가 부족하게 된다.
세일러 플래닛 어택（원작, 애니메이션, 드라마）
애니메이션에서는 문, 머큐리, 마스, 주피터, 비너스 5명이 2기 이후부터 사용했다. 원작에서는 문을 제외한 4명, 드라마에서는 마스를 제외한 4명이 1기에서 사용했다. 문, 머큐리, 마스, 주피터, 비너스 5명이 각자 수호성의 파워를 증폭하여 강력한 에너지를 일제히 방출하는 기술이다. 3기 102화에서 카오리나이트에게 이 기술을 명중시켰는데 치명상을 입히지는 못했다.
세일러 스페셜 갈릭 어택（애니메이션 4기)
머큐리, 마스, 주피터, 비너스 4명이 함께 쓰는 기술. 4명이서 마늘 냄새가 물씬 밴 불고기를 먹고 적에게 입냄새를 풍긴다. 상대가 뱀파이어였던 까닭에 뜻밖의 효과를 발휘해서 세일러문과 치비문도 당혹감을 느꼈다. 마스, 주피터, 비너스 5명의 합체 필살기. 세일러 전사 4명(또는 3명)이 차례대로 세일러 스타 탬버린을 칠 때 세일러문이 문라이트 스틱으로 리본 모양의 에너지를 형성한 다음, 문라이트 스틱에 이를 집중시켜서 강력한 빛의 파동을 방출하는 기술이다. 문 이외의 4명 중 한 사람이 빠져도 쓸 수 있다.
갤럭티카 게일（원작 5기）
네 전사들이 갤럭시아에게 조종당할 때 썼던 합체기

##### 외부 전사를 포함한 합체 기술
실버 크리스탈 파워（극장판 S）
우사기, 내부 태양계 전사, 새턴을 제외한 외부 3전사+치비우사의 합체기. 슈퍼 세일러문이 환상의 은수정으로 이 기술을 쓰면 거의 죽을 지경에 이르는 기술이다. 세일러 전사 9명이서 손을 맞잡고 슈퍼 세일러문에게 사랑과 우정의 힘을 모아 준 다음, 강력한 은빛 광선을 내뿜는 전설의 필살기. 파워를 발산할 때 세일러 전사들의 몸은 은빛으로 반짝인다.
세일러 플래닛 파워 메디테이션（원작 4기）
내부 태양계 전사, 새턴을 제외한 외부 3전사의 합체기. 기본동작과 버전은 세일러 플래닛 파워와 마찬가지로 세일러 전사들이 손을 맞잡은 채 무릎 꿇고 각자의 수호성 파워를 소환, 강력한 에너지 광선을 단숨에 방출하여 적을 공격한다.
갤럭티카 플래닛 어택（원작 5기）
태양계 전사들이 갤럭시아에게 조종당할 때 쓴 기술.

### 수행 고양이들
세일러 전사들을 서포트하는 인간의 말을 할 줄 아는 불가사의한 고양이. 그들의 출신행성은 마우성으로, 원래는 인간이었으나 '환상의 은수정'의 힘으로 인해 고양이로 모습이 바뀌었다. 이마에 초승달 모양이 있으며, 이 모양이 반창고 등으로 가려지면 말을 할 수 없게 된다. 그들의 이름은 자웅을 불문하고, 달의 여신에서 유래한다.
루나
- 성우: 한 케이코(세일러문-세일러 스타즈) / 히로하시 료(크리스탈) /  박은숙[처음] / 이선[중간쯤(시리즈로는 세일러문 R)부터](KBS) / 조경이[처음] / 문유정[세일러문 R ~ ](대원방송)

우사기 곁에 있는 암컷 검은 고양이. 살뜰하고 주위를 챙기는 성격으로, 바보 같은 우사기 때문에 속을 썩는다. 주로 태클 거는 역할. 우사기의 어머니인 이쿠코가 만드는 요리를 좋아한다. '초승달 대머리'나 '쿠로스케'등의 별명으로 불리면 화를 낸다. 인간 형태는 흑발의 미소녀로, 애니메이션에서도 유일하게 인간의 모습을 보였다. 외견 설정은 우사기보다도 연상인 듯 보인다.
실사판에서는 봉제인형으로 나타났으나, 이야기 후반에서 '환상의 은수정'의 힘으로 인간 소녀로 변신할 수 있게 되고, 동시에 세일러 전사 <세일러 루나>로 변신할 수 있게 된다.
이름의 유래는 로마 신화의 루나.
아르테미스
- 성우: 타카토 야스히로(애니메이션) / 오오바야시 요헤이(크리스탈) / 야마구치 캇페이(실사판) /  박홍식 (KBS) / 임경명[처음], 김혜성[세일러문 R ~ ](대원방송)

미나코 곁에 있는 수컷 흰 고양이. 평상시에는 다소 얼빠진 듯 하지만 엄격한 면도 있어서, 무언가 일이 닥치면 진지해진다. 덜렁대는 미나코 때문에 고민이 많다. 《코드 네임은 세일러 V》에서부터 등장하고 있으며, 미나코를 세일러 전사로서 각성시킨 장본인이다. 인간형태는 쿤차이트와 비슷한 하얀 장발의 미청년(애니메이션에서는 인간이 되지 않는다)이다. 루나처럼 실사판에서는 봉제인형이다.
이름의 유래는 그리스 신화의 아르테미스.
다이아나
- 성우: 니시하라 쿠미코 /  최덕희(KBS) / 윤아영(대원방송)

치비우사 곁에 있는 작은 암컷 회색 고양이. 루나와 아르테미스의 딸이다. 진지한 성격으로 규칙에는 엄하다. 원작에서는 제2부에서 등장하였으나, 애니메이션에서는 SuperS편에 들어오고서부터 등장했다. 인간형태는 회색 머리카락을 가진 치비우사풍의 어린 소녀(애니메이션에서는 인간이 되지 않는다)이다. 실사판에서는 미등장.
이름의 유래는 로마 신화의 디아나.

#### 주인공의 운명에 깊게 관련되는 자들
퀸 세레니티
성우 - 도이 미카 / 서혜정(KBS) / 임은정(대원방송)
실버 밀레니엄의 여왕으로 세일러문의 전생의 어머니. 2기에서 세일러문에게 문 크리스탈 브로치와 큐티 문 로드를 준다. 전체적 모습은 세라와 비슷하지만 머리가 하얀색이라는 것이 다른점.
치비치비(꼬마또또)
성우 - 미츠이시 코토노 / 김수경(KBS) / 장미(대원방송)
세일러 스타즈(5기)부터 어떤이유로 하늘에서부터 등장하는 신비로운 존재의 귀염둥이자 장난꾸러기 어린 소녀! 원작판에서는 세일러 코스모스의 원초적 모습이다. 참고로 아직 말을 제대로 하지 못하고 보통 치비치비라고 대답한다. 애니에서 그녀의 정체는 갤럭시아의 스타시드 및 희망의 빛이며 정체가 밝혀지기 전까지는 알 수 없는 수수께끼의 인물이다. 중반부에서 이터널 세일러문을 파워업 시켜준다. 또한 마지막에 갤럭시아와 싸울때 스타시드를 빼앗긴 세일러문을 살려내기도 한다.
가디언 코스모스

## 그 밖의 세일러 전사들

### 세일러 카르테트
애니메이션 세일러SS에서 처음 등장한다. 외행성의 이름을 따왔다. 처음에는 적이었지만 사실 알고보면 미래의 세일러 전사들이자 치비우사의 4수호신이다.
세일러 세레스 - 세레세레 / 샤샤 (수호성 - 세레스)
성우 - 아마노 유리 / 정옥주(KBS), 강시현(대원)
세일러 팔라스 - 파라파라 / 팡팡 (수호성 - 팔라스)
성우 - 토요시마 마치코 / 문일옥(KBS), 문유정(대원)
세일러 쥬노 - 쥰쥰 / 슈슈 (수호성 - 쥬노)
성우 - 와타나베 쿠미코 / 이선(KBS), 곽규미(대원)
세일러 베스타 - 베스베스 / 베베 (수호성 - 베스타)
성우 - 하기모리 쥰코 / 유남희(KBS), 김연우(대원)

### 세일러 스타 라이츠 (쓰리 라이츠)
세일러문 세일러스타즈(ST)부터 새로 등장하는 세일러 전사 3인방. 금목성이라는 별에서 왔다. 지구에서 아이돌 그룹 ‘쓰리 라이츠’로 활동하면서 카큐 프린세스를 애타게 찾고 있다. 원작에서 이들은 남장을 한 여성이며, 변신 전에도 길게 늘어뜨린 머리를 목 뒤로 묶었다. 우사기와 동료들에게 불길한 운명을 예고하는 타로 카드를 여러 번 보여주면서 지구가 곧 위기에 처할 것을 암시한다. 애니메이션에서 이들은 평소에 남자 모습을 하고 다니다가 변신하면 외모와 말투가 여성적으로 바뀐다. 원래 모습은 세일러 전사일 때의 여성형인 듯하다. 세이야는 지구에서 프린세스를 찾기 위해 남자 모습으로 활동했다고 나중에 설명했다. 한국에서는 원작처럼 남장여자라는 설정으로 방영되었다.
‘쓰리 라이츠’라는 그룹명은 일본 신토의 ‘삼광(三光)’에서 비롯되었다. 여기서 삼광은 각각 해(日), 달(月), 별(星)을 뜻하고 저마다 고유의 빛깔과 특색을 지닌다. 쓰리 라이츠가 콘서트 때 가슴에 달고 나오는 장미가 바로 이 빛깔과 일치한다. 해는 빨간색(세이야의 장미), 달은 흰색(타이키의 장미), 그리고 별은 노란색(야텐의 장미)을 상징하기 때문이다. 또한 이들의 세일러 전사일 때 이름(메이커, 힐러, 파이터)은 힌두교의 세 주신(트리무르티)과 연관이 있는 듯하다. 창조의 작용을 하는 신인 브라흐마, 유지 또는 보존 작용을 하는 신인 비슈누, 그리고 파괴 또는 변형 작용을 하는 신인 시바는 각각 메이커, 힐러, 파이터의 유래가 됐다고 추측해볼 수 있다.
세일러 스타 파이터
성우 - 니이야마 시호 / 이노우에 마리나 (세일러문 코스모스) / 이선 (KBS) / 이새아 (대원방송)
변신전은 세이야 코우(샤키)라고 자칭. 세이야로서의 일인칭은 「俺(오레)」, 파이터 때는 「アタシ(아따시)」. 스리 라이츠에서는 리더와 보컬을 담당. 애니메이션의 부제에서는 이름이 다른 두 명이 보통 한자로 쓰여 있는 데 비해 「세이야(セイヤ)」라고 가타카나로 쓰일 때가 많다. 조금 아이 같은 곳도 있지만 한결같고 정열적인 성격. 어쩌다 보니 우사기를 짝사랑 하게 되었다. 변신주문은 파이터·스타 파워·메이크 업. 필살기술은 스타·시리어스·레이저. 이미지 칼라는 네이비색.
생일-7월 30일
별자리-사자자리
혈액형-A형
세일러 스타 메이커
성우 - 츠노다 나루미 / 하야미 사오리 (세일러문 코스모스) / 유남희 (KBS) / 송하림 (대원방송)
변신전은 타이키 코우(에바)라고 자칭한다. 스리 라이츠에서는 작사, 작곡을 담당. 어른 압도하는, 지적으로 냉정한 성격. 세이야와 대인 성격이라고 말해도 괜찮은 만큼. 좀처럼 웃지 않는다. 일인칭은 타이키 때도 메이커 때도 「私(와따시)」. 변신주문은 메이커·스타 파워·메이크 업. 필살기술은 스타·젠틀·유테러스. 이미지 칼라는 갈색.
생일-5월 30일
별자리-쌍둥이자리
혈액형-AB형
세일러 스타 힐러/세일러 스타 히어로
성우 - 사카모토 치카 / 사쿠라 아야네 (세일러문 코스모스) / 김수경 (KBS) / 곽규미 (대원방송)
변신전은 야텐 코우(디디)라고 자칭한다. 야텐로서의 일인칭은 「僕(보꾸)」, 힐러 때는 「アタシ(아따시)」. 싫증을 잘 내는 성격이지만, 결코 아이 같은 판단은 하지 않는다. 3명중에서 제일 지구의 인간(특히 여자)을 싫어한다(받은 러브 레터를 읽지 않고 버릴 만큼). 변신주문은 힐러·스타 파워·메이크 업. 필살기술은 스타·센시티브·인페르노. 이미지 칼라는 회색.
생일-2월 8일
별자리-물병자리
혈액형-B형
화구 황녀(카큐 프린세스)/오로라 공주
성우 - 타마가와 사키코 / 서혜정 (KBS) / 조경이 (대원방송)
세일러 스타 라이츠가 가수생활을 하며 힘들게 찾고 있는 아름다운 공주님. 등장한 후에 갤럭시아에 의해 기어이 스타시드를 빼앗기고 말지만 결국 세일러문의 도움으로 되살아난다. 화구(火球)는 '밝게 빛나는 커다란 유성'이라는 의미.

### 실사판에만 등장한 세일러 전사
세일러 루나
연기 - 코이케 리나
고양이 루나가 인간으로 변신한 모습. 실사판 한정이며 애니메이션에서는 나오지 않는다.
다크 머큐리
연기 - 하마 치사키
세일러 머큐리가 쿤차이트에 의해 세뇌되어 어둠의 전사로 각성한 모습. 이 때는 세뇌되어있는 상태로 다른 세일러 전사들과 적대지간이 되어서 공격한다. 드라마 이벤트로 등장하였으며 실사판 한정이다.
프린세스 세일러 문
연기 - 사와이 미유
세일러문이 프린세스로 각성하여 변신한 모습. 실사판 한정이다.

### 뮤지컬에만 등장한 세일러 전사
세일러 아스타르테
연기 - 호소다 아야

## 주인공 주위의 사람들

### 주인공의 가족

#### 주인공의 가족(현재)
도쿄 미나토구 아자부 쥬반에 거주한다. 원작자인 타케우치 나오코 자신의 친족을 모델로 삼고 있다.
츠키노 켄지
성우 - 마치 유우지 / (박홍식)(KBS) / 이동훈[1기]→신경선(R)(대원방송)
우사기의 아버지. 우사기 가족의 가장이며 치비우사의 할아버지이기도 하다.
츠키노 이쿠코(이세리)
성우 - 타카기 사나에(구애니판)/미즈타니 유코(크리스탈)(최문자(KBS)/김성연(1기~S)→곽규미(SuperS~)(대원방송))
우사기의 어머니. 우사가 가족의 또다른 가장으로 매일 아침마다 우사기의 도시락을 챙겨준다. 치비우사에게는 할머니와 손녀 관계. 다만 국내에서는 이모(KBS판), 외숙모(대원판)라 불린다.
츠키노 신고(루키)
성우 - 카와시마 치요코(구애니판)/류 세이라(크리스탈)(정옥주(KBS)/이보희[1기]→박고운[R 이후]))
우사기의 남동생. 치비우사와는 외숙부와 생질녀(여조카) 관계. 우사기를 누나라 부르지 않고 '바보 우사기'라고 부르며 옥신각신할 때가 많다. 하지만 가족이라서 이해를 잘 하는 편. 한때 세일러문으로 변신한 우사기를 보기도 하였는데 처음에 그녀를 '세일러 V'라고 오해하기도 하였다. 다만 KBS판에서는 국내정서를 고려하여 누나라고 부른다. 또한 자기 누나가 세일러문이라는 사실을 모르고 있다.

### 학교

#### 쥬반 중학교
주인공이 다니는 쥬반 중학교에는 여러 가지 동급생들이 있다.
오사카 나루(한나)
성우 - 카키누마 시노(세일러문)/사토 사토미(크리스탈)(문일옥 (KBS), 이보희[1기]→박고운[R 이후] (대원방송)) / 연기 - 카와베 치에코
우사기의 단짝 친구. SM초반 네프라이트와 연인관계였다. 후에 우미노와 연인이 된다.결혼하면 이름하여
턱시도 한나가면이 됐을지도 모른다.
우미노 구리오(대니)
성우 - 난바 케이이치(세일러문)/오카모토 히로시(크리스탈)/(김일 (KBS) / 이경태 (대원방송))
우사기의 동급생 머리가 좋은 편이지만 때로는 우스꽝스러울 때도 있으며 한때 턱시도 가면으로 변장한 적이 있다.이름하여 턱시도 대니가면이다. 오지랖이 심하여서 우사기는 별로 좋아하지 않는다. 나중에 오사카 나루와 연인이 된다.
유미코
성우 - 세토 마유미(세일러문)/김향리(크리스탈)
쿠리
성우 - 카미야마 마사미(세일러문)/모리시타 유키코(크리스탈)
사쿠라다 하루나(데이지 선생님)
성우 - 카와시마 치요코(세일러문)/칸다 아케미(크리스탈)/(정옥주 (KBS) / 김혜진 [처음], 문유정 [세일러문R ~ ] (대원방송)) / 연기 - 오오타카라 토모코
쥬반 중학교의 학교 선생님이자 우사기의 담임 선생님. 항상 덜렁대고 말썽이 잦으며 성적이 떨어지는 우사기를 가르치려고 한다.

### 쥬반 초등학교
모모하라 토모코
성우 - 카와타 타에코(윤아영(대원방송))
치비우사의 동급생이자 친구.
사라시나 큐스케(토미)
성우 - 사카구치 다이스케
치비우사의 동급생이자 친구.
리리카 유벨
성우 - 야마모토 유리코
치비우사의 동급생.
소라노 구리오
치비우사의 동급생.
미츠이 후도우
치비우사의 동급생.
오사카 나루루
치비우사의 동급생이자 친구.
코베 루루나
치비우사의 동급생이자 친구.

### 엘리시온
사제 엘리오스
성우 - 마츠노 타이키/유남희(KBS)/황창영(대원방송)
페가수스의 실체. 데드문 여왕 네헤레니아에게 붙잡혀 자신의 영혼을 페가수스로 바꾸고 탈출한 황금 크리스탈의 수호자이다. (SuperS)
메나드들
세일러 코스모스
성우 - 미츠이시 코토노 / 김수경(KBS) / 장미(대원방송)

### 기타
포보스&데이모스
후루하타 모토키 (앤디)
성우 - 사토 유우키(김민석[처음], 구자형[중간], 박홍식[나중](KBS), 심규혁(대원방송)) / 연기 - 키카와다 마사야
후루하타 우나즈키 (샐리)
성우 - 엔도 미야코 / 이선(KBS) / 이유리(R~S)→김연우(SuperS)(대원방송)
히노 신관
성우 - 니시무라 토모미치 / 최낙윤 (대원방송)
쿠마다 유이치로 (데이브)
성우 - 시마다 빈(김민석(KBS), 임경명[처음], 김혜성[세일러문 R ~ ](대원방송))
애니메이션 오리지널 캐릭터.
니시무라 레이카 (레이카/레이나)
성우 - 후카미 리카
모토키 오빠의 연인.
사라시나 코토노
아사누마 잇토
성우 - 나카이 카즈야

### 크리스탈 도쿄 (문 파라다이스)
30세기 지구와 달의 중심 도시. 20세기의 어느날 지구는 얼음으로 뒤덮여 30세기까지 기나긴 잠을 보내고 환상의 은수정과 네오 퀸 세레니티에 의해 지구는 눈을 떴다. 이 도시는 네오 퀸 세레니티, 킹 엔디미온과 함께 지구와 달을 계속 번영해 나가기 시작한 곳이기도 하다.
네오 퀸 세레니티
성우 - 미츠이시 코토노 / 최덕희(KBS) / 이지현(대원방송)
세일러문의 미래 모습.
킹 엔디미온
성우 - 후루야 토오루 / 김일(KBS) / 김디도(대원방송)
턱시도 가면의 미래 모습.

## 게스트 캐릭터
다이아 왕녀(프린세스 D)
성우 - 이토 미키
크레인 게임 달인
성우 - 오오쿠라 마사아키
목사님
성우 - 우메즈 히데유키
우라와 료 (피터)
성우 - 오오타 신이치로 / 구자형(KBS), 이재범(대원방송)
유메노 유메미 (에리)
성우 - 후치자키 유리코
레드 버틀러
성우 - 안자이 마사히로
레드 맨
성우 - 사토우치 시노부
로즈 부인
성우 - 카와나미 요코
카타리나
성우 - 미타 유우코
앨런
성우 - 난바 케이이치
아사히나 나나
성우 - 엔도 미야코
엔도군
호수의 요괴

## 세일러 전사가 싸워 온 적들

### 다크 킹덤
퀸 메탈리아
성우 - 우에무라 노리코 (세일러문) / 마츠오카 요코 (크리스탈) / 최문자 (KBS) / 이영주 (대원방송)
미소녀전사 세일러문 1기의 최종보스. 다크 킹덤이 섬기는 존재로 실체가 존재하지 않는 떠도는 악령. 다크 킹덤을 막후에서 조종하고 있었다. 그 정체는 불분명하게 베일에 싸여 있는 수수께끼로 평상시에는 목소리로 명령을 내린다. 마지막에 가서 퀸 베릴의 몸 속으로 들어가 지구를 삼키려 하지만 결국 은수정의 힘에 의해 세일러문과 세일러 전사들과 같이 소멸되었다.
퀸 베릴 (베릴 여왕)
성우 - 한 케이코 (세일러문) / 와타나베 미사 (크리스탈) / 이경자 (KBS) / 김옥경 (대원방송)
다크 킹덤의 여왕. 퀸 메탈리아의 뜻에 따라 직접 다크 킹덤을 통치하는 통치자. 부하인 제다이트가 세일러 전사들을 제거하는데 실패하자 그를 직접 처형하기도 하였다. 마지막에 메탈리아에 의해 조종되어 지구를 삼키려 하지만 은수정의 힘에 의해 세일러문과 같이 소멸되었다.
다크 킹덤 엔디미온
성우 - 후루야 토오루 (세일러문) / 노지마 켄지 (크리스탈) / 김일 (KBS) / 김디도 (대원방송)
1기 후반부에 붙잡혀 메탈리아에게 세뇌당한 턱시도 가면의 모습. 1기 후반부에서 7인의 요마를 되찾기 위해 검은 크리스탈을 쓰지만 세일러문에 의해 세뇌가 풀린다. 그러나 바로 다크 킹덤이 그를 데려가 안에 남아있는 메탈리아의 에너지를 더욱더 강화시켰다. 1기 종반부에서 세일러문을 공격하지만, 세일러문의 간절한 외침에 세뇌가 풀리게 된다.

#### 다크 킹덤 사천왕
원작·애니메이션 제1부와 실사로의 반 세일러 팀. 원작 Act14의 표지로 세일러 전사들과 기들페어가 되고 있다. 자형은 인간과 거의 같지만 요마이며, 약간피부의 색이 어둡고, 피의 색은 초록빛에 가까운 초록. 쓰러지면 빛이 되어 사라진다.
이 4명의 본래의 모습은 지구의 왕자인 프린스·엔디미온을 따르는 부하이며, 프린세스·세레니티의 4수호 전사와 대를 이룬다. PC엔진으로 발매된 게임에서는, 애니메이션을 베이스로서 이 점을 이야기에 사용하고 있다.
텔레비전 드라마판에 대해 이 「엔디미온을 따르는 부하」라고 하는 설정을 한층 더 파고 들고 있었다.
제다이트
성우 - 오노사카 마사야 (세일러문) / 키시오 다이스케 (크리스탈) / 김민석 (KBS) / 심정민 (대원방송)
다크 킹덤의 간부인 사천왕 중의 한 명으로 퀸 베릴의 부하. 가장 냉혹한 성격을 지녔으며 환상의 은수정을 찾고 세일러 전사들을 제거하려 노력했지만 번번이 실패하여 베릴에 의해 처형되어 봉인되었다.
네프라이트
성우 - 모리 카츠지 (세일러문) / 토리우미 코스케 (크리스탈) / 구자형 (KBS) / 이재범 (대원방송)
다크 킹덤의 간부인 사천왕 중 한 명으로 퀸 베릴의 부하. 죽은 제다이트의 후임으로 세일러 전사들의 적으로 활동하였다. 여러 음모를 꾸미며 환상의 은수정을 차지하고자 노력하였지만 결국 실패하고 만다. 나루와 러브라인이 형성되면서 인간적인 모습을 보였지만 조이사이트에 의해 사망하게 된다. 네프라이트의 죽음에 나루와 세일러 전사들은 슬퍼할 수 밖에 없었으며 특히 나루가 크게 통곡을 하였다.
조이사이트
성우 - 난바 케이이치 (세일러문) / 마츠카제 마사야 (크리스탈) / 김민석 (KBS) / 이동훈 (대원방송)
다크 킹덤의 간부인 사천왕 중의 한 명으로 퀸 베릴의 부하. 네프라이트의 후임으로 세일러 전사들의 적으로 활동했으며 성격상 간사하고 눈치가 매우 빠른 성격이다. 턱시도 가면을 유인하기 위해 변장까지 하고 그의 정체를 알게 되어 죽이려고 했다가 베릴에 의해 처형되었다. 마지막으로 쿤차이트에게 편하게 죽고 싶다는 말을 하고 눈을 감았다.
쿤차이트
성우 - 소가베 카즈유키 (세일러문) / 타케모토 에이지 (크리스탈) / 구자형 (KBS) / 최낙윤 (대원방송)
다크 킹덤의 간부인 사천왕 중 한 명으로 퀸 베릴의 부하. 조이사이트와 친한 사이이지만 냉철하면서도 신중한 판단을 한다. 턱시도 가면을 다크 킹덤 엔디미온으로 편입시켜 세일러 전사들과 싸우게 한다. 다크 킹덤 엔디미온하고 자기가 나가겠다고 신경전을 벌이기도 한다. 그러나 과거의 기억을 되찾은 세일러문에 의해 사망한다.

### 외계인 콤비
세일러문 두 번째 시리즈인 R편의 첫 번째 적이다. 애니메이션에서만 나오는 적들이며 방송 전 당시 원작의 적인 블랙문 이전에 제작을 하지 않은 상태라 끼워맞춤 식으로 나온 듯하였다. 자신들이 키우고 있는 생명의 나무의 에너지를 찾기 위해 지구에 와서 인간들의 에너지를 뺏어 환생한 세일러 전사들을 각성시키는 장본인들이다. 그러나 이들은 달 그림자들의 기사의 그림자이며 치바 마모루의 기억의 일부였다. 마모루의 기억이 되돌아오고 세일러 전사들에 의해 사랑의 마음을 알게 된 후 자기 별로 돌아간다.
엘런
성우 - 미도리카와 히카루 / 구자형 / 이현 (대원방송)
자신들이 키우고 있는 생명의 나무의 에너지를 찾기 위해 지구에 온 남자 외계인으로 우사기가 다니는 중학교에 위장 잠입한다. 지구인으로 볼 때 미남이라 여학생들에게 인기 많지만 자신은 우사기에 마음에 두고 있어 앤의 질투심을 불러온다. 마지막에 세일러 전사들과 싸울때 앤보다 먼저 사랑의 마음을 알게 된다.
앤
성우 - 토우마 유미 / 김수경 (KBS) / 김도영 (대원방송)
자신들이 키우고 있는 생명의 나무의 에너지를 찾기 위해 지구에 온 여자 외계인으로 우사기가 다니는 중학교에 위장 잠입한다. 엘런과 마찬가지로 위장 시에는 미녀이긴 하나 정작 남학생들에게 인기가 없는 편이다. 엘런이 우사기에 마음을 두고 있는 것에 불쾌한 감정을 드러내나 자신도 또한 마모루에게 관심을 두고 있다. 마지막에 사랑도 무시하고 세일러 전사들과 싸우다가 마계수에게 죽게 되면서 뒤늦게 사랑을 알게 된다. 하지만 마모루의 기억이 되찾는 동시에 다시 살아난다.
마계수 / 생명이 열리는 나무
성우 - 나카니시 타에코 / 최문자 (KBS) / 박고운 (대원방송)
우주를 떠돌아 다니는 생명의 나무로 마지막에 엘런과 앤도 어쩌지 못할 만큼 난폭해진다. 결국 세일러문에게 정화를 받고 새싹으로 돌아가서 엘런, 앤과 또다시 우주를 방랑하게 된다.
카디언
조무래기 적들의 총칭. 카드에서 소환한 여성형 우주 괴물이다. 소멸할 때 “클렌징”(정화)이라고 비명을 지른다. 대개 전설상의 괴물을 모티프로 했지만 예외도 많다.
| 화수 | 이름       | 능력 | 모티프                           | 성우            |
| ---- | ---------- | --- | -------------------------------- | --------------- |
| 47   | 반필       | 오른손에 달린 꽃으로 에너지 흡수                                                                                        | 흡혈 꽃                          | 오가타 메구미   |
| 48   | 미노타론   | 맹렬한 돌진공격 및 머리에 난 뿔로 에너지 흡수                                                                           | 미노타우루스                     | 오노 유카       |
| 49   | 파라이언   | 들짐승처럼 뛰어들며 운명의 고리로 에너지 흡수, 입에서 충격파 발산                                                       | 라이언 타로 카드의 ‘운명의 고리’ | 나카 토모코     |
| 50   | 헬 앤트    | 촉수를 늘어뜨려 에너지 흡수, 동시에 여러 상대와 싸우는 것이 특기                                                        | 개미                             | 타카기 사나에   |
| 51   | 레이시     | 접근하는 적에게 무차별 에너지 흡수, 상대를 벚나무 속에 가둠, 벛꽃 잎으로 공격                                           | 고양이 괴물・벚꽃 정령           | 야마자키 와카나 |
| 52   | 기가로스   | 깃털에서 회오리바람을 날림, 손톱을 뻗어서 물건을 갈기갈기 찢음                                                          | 이카로스                         | 나라하시 미키   |
| 53   | 아마데우스 | 적외선 열풍 공격, 구형 배리어 속에 가둔 아기를 방패로 삼는다                                                            | 태양, 아마테라스 오미카미        | 오노 유카       |
| 54   | 세이렌     | 하늘을 헤엄쳐 다니며 인분을 뿌리면서 에너지 흡수, 자유자재로 늘어나는 머리칼로 적을 꽁꽁 묶거나 물을 조종하여 불을 끈다 | 인어                             | 오가타 메구미   |
| 55   | 우똔베리노 | 이쑤시개 칼, 적을 휘감는 김 공격                                                                                        | 김 도시락(노리벤또우)            | 카와시마 치요코 |
| 56   | 비삐에로   | 우산을 돌리면서 최면술, 모자에서 뿔을 날림                                                                              | 삐에로                           | 카나마루 히나코 |
| 57   | 아만쥬     | 명령을 거스르는 행동을 한다                                                                                             | 아만쟈쿠(심술꾸러기)             | 효도 마코       |
| 58   | 야만닷카   | 철저하게 에너지를 빨아들이는 꽃잎을 흩날린다                                                                            | 사면관음                         | 카와시마 치요코 |

### 블랙 문
세일러문 두 번째 시리즈인 R편의 두 번째 적이다. 이들은 미래의 크리스탈 도쿄를 무너뜨리고 세계를 지배하기 위해 치비우사와 세일러 전사들을 제거하려고 과거의 지구(현재)로 들어가 이들과 싸우지만 세일러 전사들과 치비우사가 저지하여 사라진다.
주홍의 루베우스
성우 - 타카기 와타루 (세일러문) / 타카하시 히로키 (크리스탈) / 구자형 (KBS) / 신경선 (대원방송)
블랙문의 고위 간부로 프린스 데이먼드의 측근의 한 명으로 자신의 목적을 위해서 수단과 방법을 가리지 않는 냉혈한이며 블랙문 4자매를 이용하여 세일러 전사와 치비우사를 없앨려고 하지만 번번히 실패한다. 측근의 또 한명인 에스메로드를 라이벌로 여긴다. 4자매가 모두 인간이 되자 자신의 우주선으로 세일러 전사들을 납치하지만, 세일러문과 치비우사에 의해 사망하게 된다.
괴이한 4자매/검은 달의 요정 4자매페츠, 케라베라스, 베르체, 코안
성우 - 오가타 메구미, 히라마츠 아키코, 아마노 유리, 야마자키 와카나 (세일러문) / 미즈타 와사비, 한바 토모에, 카사하라 루미, 유키노 사츠키 (크리스탈) / 정옥주, 김수경, 송덕희, 이선 (KBS) / 채민지(베르체), 문유정(코안), 윤아영(페츠), 김도영(케라베라스) (대원방송)
블랙문에 소속된 4자매로 루베우스의 직속 부하들. 루베우스에게 관리 받고 있으며 특히 맏이격인 페츠가 블랙 스틱으로 조종당하고 있는데다 루베우스에게 죽을 위기에 놓아져 있어 다른 자매들과 세일러 전사에 의해 블랙 스틱의 조종에서 벗어난다. 그 후 이들은 세일러 전사에 의해 인간이 된다. 이 4자매는 각각 세일러 전사들과 같은 속성을 가지고 있다. (페츠: 주피터와 속성이 같음, 케라베라스: 비너스와 속성이 같음, 베르체: 머큐리와 속성이 같음, 코안: 마스와 속성이 같음)
녹색의 에스메로드/에스메랄다
성우 - 코야마 마미 (세일러문) / 쿠와시마 호우코 (크리스탈) / 성병숙 (KBS) / 박고운 (대원방송)
블랙문의 고위 간부로 프린스 데이먼드 측근의 한 명으로 4자매가 인간이 된 후 새로 등장하였으며 데이먼드를 짝사랑하고 있지만 정작 데이먼드는 그녀에게 관심이 없다. 그녀는 크리스탈로 만든 드로이드로 치비우사를 납치하려고 혈안이 되고 있다. 후반부에서 미래의 크리스탈 도쿄에서 와이즈맨에게 일부러 속아 드래곤으로 변하여 싸우지만 세일러 전사들에게 사망하게 된다.
청색의 사피르/사필
성우 - 카시와쿠라 츠토무 (세일러문) / 요나가 츠바사 (크리스탈) / 손선근 (KBS) / 이경태 (대원방송)
블랙문의 고위 간부로 프린스 데이먼드의 측근의 한 명으로 데이먼드의 친동생. 와이즈맨에게 속아 크리스탈 도쿄와 지구를 공격하는 데이먼드에게 불만을 품고 있다. 와이즈맨의 정체와 목적을 눈치챈 후 사흑수정의 제어 패널을 떼고 지구로 도망가 마지막으로 자신의 연인인 페츠의 집에 들렀다가 데이먼드에게 알리려고 앞장서서 와이즈맨에 의해 죽음을 맞이한다.
프린스 데이먼드
성우 - 시오자와 카네토 (세일러문) / 미야노 마모루 (크리스탈) / 구자형 (KBS) / 장민혁 (대원방송)
블랙문의 수장. 그러나 실상은 와이즈맨의 꾐에 속아 그의 말을 믿고 모든 음모에 동참한다. 그로 인해 크리스탈 도쿄를 침공하였지만, 세레니티를 흠모하여 그녀를 크리스탈에 봉인하여 자신의 곁에 두고자, 과거로 돌아가 세레니티의 과거 모습인 세일러문을 납치하여 자신의 것으로 만들려고 하였지만, 세일러 전사 일행의 저지로 실패한데다 와이즈맨에게 속은 것을 눈치채고 이내 죽음을 맞이한다.
블랙 레이디
성우 - 아라키 카에 (세일러문) / 후쿠엔 미사토 (크리스탈) / 김수경 (KBS) / 이유리 (대원방송)
와이즈맨에 의해 사흑수정의 힘을 얻은 치비우사의 모습. 와이즈맨의 술수로 증오와 복수의 화신이 되어 세일러문 일행을 공격하나, 세일러문과 턱시도 가면의 사랑에너지에 의해 구출된다.이때 세일러 전사들의 연령을 웃도는 어른으로 등장한다 뮤지컬에서는 구출 된 다음 세일러 치비 문으로 변신한다.
와이즈 맨
성우 - 마루야마 에이지 (세일러문) / 이와사키 히로시 (크리스탈) / 박홍식 (KBS) / 안효민 (대원방송)
30세기의 미래에서 온 존재로 카오스의 분신의 한 명. 본명은 데스 팬텀이다. 블랙문의 예언자로서 로브를 걸치고 있어 외형을 알아볼 수 없으며 다크에너지를 발산하는 수정구슬을 가지고 있다. 그러나 실상은 미소녀전사 세일러문 R의 진정한 최종보스. 블랙문의 진정한 수장. 뒤에서 프린스 데이먼드를 속이고 모든 사건을 일으킨 장본인이자 원흉이다. 암흑의 힘으로 크리스탈 도쿄 침공에 실패하였으며 블랙문 세력을 모아 과거에 침공하여 세일러 일행을 제거하려 하나 세일러 일행에 의해 실패하여 소멸한다.

### 데스버스터즈
세일러문 세 번째 시리즈인 S의 적. 이들은 3개의 타리스만을 모아 성배를 만든 다음 세계를 멸망시키려고 하나 세일러 전사들의 저지로 사라진다.
마스터 파라오 90
성우 - 하시 타카야 (크리스탈) / 이현 (대원방송)
미소녀전사 세일러문 S의 최종보스. 데스버스터즈의 지배자. 행성 형태로 형체를 알 수 없으며 가공할 능력을 가지고 있고, 생물처럼 지배의 의지를 가지고 있는 것으로 보이나 세일러 새턴과 세일러문에 의해 사라진다.
미스트리스 9
성우 - 미나구치 유코 (세일러문) / 후지이 유키요 (크리스탈) / 이선 (KBS) / 이보희 (대원방송)
데스버스터즈의 최고 간부이자 No.2. 파라오 나인틴과 지구를 연결하는 존재이자 그를 섬기는 인물. 세일러 새턴과 함께 토모에 호타루의 몸 안에 들어가 있었고, 침묵의 메시아로서 먼저 각성했으나, 후에 호타루의 의지에 의해 소멸한다.
토모에 소이치 / 이안 페르손 박사
성우 - 카미야 아키라 (세일러문) / 키리모토 타쿠야 (크리스탈) / 구자형(S)→김일(ST) (KBS) / 신경선 (대원방송)
데스버스터즈의 총지휘관. 토모에 호타루(코코)의 아버지로 세간에서는 무한학원의 이사장이며 유전 공학의 대가로 알려져 있다. 초반에는 그림자로만 등장했으나 타리스만을 빼앗기 위해 카오리 나이트(카산드라)에게 다이몬 에그를 내주어 음모를 꾸민 인물. 실제로는 다이몬 게르마토이드에 의해 조종당하고 있으며 종반에는 원래 모습으로 되돌아간다.
카오리 나이트 / 레이디 카산드라
성우 - 우에무라 노리코 (세일러문) / 요노 히카리 (크리스탈) / 정옥주 (KBS) / 김도영 (대원방송)
데스버스터즈의 행동대장으로 토모에 소이치 박사의 조수이다. 다이몬 에그를 물건에 집어넣어 세일러 전사를 공격하였으며 한편으로는 토모에 교수를 사랑하여 그의 딸인 호타루의 반감을 사고 있는 인물. 세일러 전사들에 의해 죽으나 토모에 교수에 의해 부활한다. 그러나 미스트리스 9이 부활하자 또 다시 죽게 된다.
위치스 5/마녀5총사
카오리 나이트가 죽은 이후 활약한 5명의 마녀이다.
유지얼/유진
성우 - 카와무라 마리아 (세일러문) / 타카하시 치아키 (크리스탈) / 서혜정 (KBS) / 박고운 (대원방송)
위치스 5 중 첫 번째로 등장한 인물. 평소에는 무한학원 학생이자 토모에 교수의 조수이다. 기계를 다룰 줄 알며 기계를 이용해 타리스만을 뺏는다. 계속되는 실패에 후배 미메트가 유지얼을 놀려대기 시작하는데 먼저 성배를 가져갈려고 하지만 세일러문에게 빼앗기고 결국 미메트의 장난으로 사망한다. 주 무장은 자신의 화염 방사기. 기술명은 파이어 버스터.
미메트/미뉴엣
성우 - 카나이 미카 (세일러문) / 나가쿠 유키 (크리스탈) / 정옥주 (KBS) / 문유정 (대원방송)
유지얼이 사망한 후 두 번째로 등장한 인물. 평소에는 토모에 교수의 조수 겸 무한학원 학생이다. 주로 연예인들 대상으로 순수한 마음을 노린다. 유지얼이 안썼던 기계를 사용하기도 하지만 결국 테루루에 의해 사망한다. 주 무장은 자신의 창. 기술명은 참 버스터.
테루루
성우 - 혼다 치에코 (세일러문) / 오오조라 나오미 (크리스탈) / 문일옥 (KBS) / 강시현 (대원방송)
미메트 사망 후 세 번째로 등장한 인물. 다른 위치스와 마찬가지로 무한학원 학생 겸 토모에 교수의 조수로 활동하고 있다. 다른 마녀들에 비해 차분한 성격이며 테루룬이라는 꽃을 이용해 순수한 마음을 뺏으나 세일러 전사에 의해 실패한다. 기술명은 만도라 고라 버스터.
비리유이/필리아
성우 - 타카모리 요시노 (세일러문) / 혼이즈미 리나 (크리스탈) / 서혜정 (KBS) / 채민지 (대원방송)
테루루가 사망 후 네 번째로 등장한다. 다른 마녀들과 달리 조수로 일하지 않는 무한학원의 학생이며 컴퓨터를 이용하여 순수한 마음을 노리다가 세일러 전사에 의해 죽음을 맞이한다. 주무장은 자신의 나노 입자들. 기술명은 모자이크 버스터.
시프린&푸치롤/샤콘누&쁘띠롤
성우 - 후치자키 유리코, 카사하라 루미 (세일러문) / 쇼지 우메카 (크리스탈) / 최문자, 서혜정 (KBS) / 윤아영, 채민지 (대원방송)
비리유이가 죽은 후 마지막으로 등장한 인물. 쌍둥이 마녀이며 카오리나이트와 신경전을 벌인다. 기술명은 리본 버스터.

### 데드 문
세일러문 4번째 시리즈인 Super S의 적.
이들은 페가수스를 찾아 골든 크리스탈과 골든 미러를 노리고 있다.
네헤레니아
성우 - 사카키바라 요시코, 야마자키 와카나 / 서혜정 (KBS) / 이새아 (대원방송)
미소녀전사 세일러문 SS의 최종보스. 데드문의 여왕. 외모에 집착하여 골든 크리스탈을 노리고 있다. 그래서 이를 수호하는 페가수스를 잡으려나 세일러 전사에 의해 추한 모습으로 변하여 사라지나 5번째 시리즈인 세일러 스타즈 때 부활하여 세일러 전사들을 하나씩 공격하다 나중에 세일러 전사들에 힘에 의해 어린 공주님으로 돌아가 새 삶을 시작한다.
지르코니아
성우 - 쿄다 히사코 / 최문자 (KBS)/ 이소영 (대원방송)
데드문의 최상급 간부로 네헤레니아의 최측근이며 데드문의 장로이기도 하다. 서커스를 운영하며 아마존 트리오, 아마조네스를 관리하고 있다. 할머니의 모습으로 하고 있으며 훗날 네헤레니아에 의해 봉인당한다.
아마존 트리오 - 타이거즈 아이 , 호크스 아이 , 피쉬 아이
성우 - 오키아유 료타로, 후루카와 토시오, 이시다 아키라 / 김현욱, 정주원, 송하림 (대원방송)
데드 문의 일원이며 첫 번째로 등장하는 3총사. 이들은 사람으로 변한 동물이며 호크스 아이(매),타이거즈 아이(호랑이),피쉬 아이(물고기)이다. 호크스 아이와 타이거즈 아이는 인간 여자들의 꿈의 거울을 노리고 피쉬 아이는 인간 남자들의 꿈의 거울을 노리다가 실패하여 아마조네스 쿼터에 의해 죽지만 페가수스(엘리오스)가 꿈의 거울을 주면서 페가수스의 세계에서 살게 된다.
아마조네스 쿼텟 - 세레세레 , 파라파라, 쥰쥰, 베스베스 / 아마조네스 4총사 - 샤샤, 팡팡, 슈슈, 베베
성우: 아마노 유리, 토요시마 마치코, 와타나베 쿠미코, 하기모리 쥰코 / 정옥주, 문일옥, 이선, 유남희(KBS) / 강시현, 문유정, 곽규미, 김연우(대원방송)
아마존 트리오 이후 등장한 네 자매. 네헤레니아와 지르코니아의 명을 받아 황금 거울을 찾아다닌다. 세레세레(샤샤)는 꽃의 마술, 파라파라(팡팡)은 공타기 마술, 쥰쥰(슈슈)는 곡예술, 베스베스(베베)는 동물 곡예술에 능하다. 종반부에는 네헤레니아와 지르코니아에게 속은걸 알게되어 공을 깨고 네헤레니아가 한눈을 파는 사이 네헤레니아가 가지고 있던 골든 크리스탈을 세일러문에게 넘겨준다. 원작에서는 이들은 소행성(세레스, 파라스, 쥬노, 베스타)을 수호성으로 하는 세일러 쿼텟임이 밝혀진다.

### 섀도우 갤럭티카
세일러문 5번째 시리즈인 Sailor Stars의 적. 이들은 모든 스타시드를 빼앗아 전 은하를 카오스의 세계로 물들일려고 한다.
세일러 갤럭시아
성우 - 호리에 미츠코 / 최문자 (KBS) / 장미 (대원방송)
미소녀전사 세일러문 ST의 최종 보스. 섀도우 갤럭티카의 수령. 세일러 전사들의 가장 마지막이자 최강의 적이며 과거 전설의 세일러 전사였다. 사람들의 스타시드를 노리고 있다. 원래는 착한 면의 세일러 갤럭시아였지만 카오스를 자신에게 봉인한 이후 카오스에 조종당하여 지금의 모습이 된것이다. 후반부에 세일러 전사들의 스타시드를 전부 가져갔지만,(세일러문, 스타 라이츠 제외) 최종화에서 세일러문이 카오스 갤럭시아로 변한 갤럭시아의 손을 잡으며 카오스가 사라지고 원래의 세일러 갤럭시아로 돌아오게 된다. 또한 자신의 스타시드이자 희망의 빛인 치비치비를 보낸 인물이기도 하다.
카오스 갤럭시아
성우 - 호리에 미츠코 / 최문자(KBS) / 장미(대원방송)
카오스에 완전히 지배당한 갤럭시아의 모습. 몸이 완전히 검은색으로 변하고, 날개가 생기고, 힘의 근원인 팔찌가 사라졌다. 세일러문과 은하계를 건 최후의 싸움을 벌이지만 싸움을 원하지 않는 세일러문이 손을 잡으면서 카오스가 빠져 나가며 원래의 세일러 갤럭시아로 되돌아온다.

#### 세일러 아니마메이츠
세일러 아이언 마우스
성우 - 하라 에리코 / 정옥주 (KBS) / 장예나 (대원방송)
갤럭시아의 부하로 하얀 쥐를 연상시키는 복장을 하고 있다. 평소엔 은하TV방송국 직원이다. 계속되는 실패에 세일러 스타 파이터의 스타시드를 가져갈려고 하지만 결국 갤럭시아에 의해 팔찌를 빼앗겨 처형당한다.
세일러  세이렌/세일러 알류미늄 세이렌
성우 - 이노우에 키쿠코 / 서혜정 (KBS) / 윤은서 (대원방송)
세일러 아이언 마우스가 소멸 된 후 등장. 갤럭시아의 부하로 세일러문의 순수한 스타시드를 가장 먼저 발견했으며 빼앗으려고 한다. 세일러 레드 크로우와는 라이벌이면서 항상 그를 생각해준다. 그러던 어느 날 우연히 세일러문의 변신을 보며 정체를 알아내며 스타시드를 노리지만 실패하고 세일러 아이언 마우스 때와 마찬가지로 갤럭시아에게 팔찌를 빼앗겨 처형당한다.
세일러 레드 크로우
성우 - 스즈카 치하루 / 문일옥 (KBS) / 장예나 (대원방송)
세일러 아이언 마우스가 소멸 된 후 등장. 갤럭시아의 부하로 알루미늄과 라이벌이면서 그녀를 챙겨준다. 세일러 틴 냥코와는 항상 신경전을 벌인다. 알루미늄의 수첩을 뒤지다가 세일러문이 가진 순수한 스타시드의 정체를 알게 된다. 세일러문의 스타시드(환상의 은수정)을 보았을 때 세일러 틴 냥코의 공격에 자신의 블랙홀에 빨려들어가 사망하게 된다.
세일러 틴 냥코/세일러 비얀코
성우 - 오오타니 이쿠에 / 정옥주 (KBS) / 문유정 (대원방송)
세일러  세이렌이 갤럭시아에 의해 소멸 된 후 등장. 루나와 아르테미스와 같은 마우성 출신이다. 갤럭시아의 부하로 고양이를 연상시키는 복장을 하고 있다. 세일러 레드 크로우와는 앙숙관계이며 우사기의 학교에 전학 온다. 하지만 학교 옥상에서 세일러문의 스타시드를 노리다가 세일러문의 공격을 맞아 팔찌 하나가 사라지고 반은 세일러 전사였던 면, 또다른 반은 갤럭시아의 부하인 면을 가지지만 프린세스 화구의 스타시드를 가져갈때 갤럭시아에게 나머지 팔찌 하나를 빼앗겨 처형당하게 된다.